# Partit de la Unió Democràtica Kurda de Síria
Partit de la Unió Democràtica Kurda de Síria (Partîya Yekîtî ya Demokrat a Kurd li Sûriyê / Hizb al-Wahdah al-Dimuqrati al-Kurdi fi Suriyah; PYDK-S) és una organització política kurda clandestina de Síria; fou una escissió del Partit Democràtic Kurd a Síria-El Partit produïda el 1981. En octubre de 2011, arrel del l'esclat de la Guerra Civil siriana es va unir al Consell Nacional Kurd, però el partit en fou expulsat, amb altres partits a causa de la seva cooperació amb el Partit de la Unió Democràtica (PYD), i va formar en 2016 la Aliança Nacional Kurda de Síria amb el Partit Democràtic Kurd de Síria, el Partit de l'Esquerra Kurda de Síria i el Moviment Reformista Kurd de Síria, però la coalició es va desfer per la seva rivalitat amb el PYD.